# Cubillo del Butrón
Cubillo del Butrón es una localidad española del municipio de Valle de Sedano, perteneciente a la provincia de Burgos, en la comunidad autónoma de Castilla y León. 

## Geografía
Confina con las siguientes localidades:
- Al noreste con Porquera del Butrón.
- Al sureste con Villaescusa del Butrón.
- Al sur con Huidobro.
- Al suroeste con Cortiguera.
- Al este con Pesquera de Ebro.

## Historia
Así se describe a Cubillo del Butrón en el tomo VII del Diccionario geográfico-estadístico-histórico de España y sus posesiones de Ultramar, obra impulsada por Pascual Madoz a mediados del siglo XIX:

Lugar con ayuntamiento en la provincia, diócesis, audiencia territorial y capitanía general de Burgos (9 ½ leguas), partido judicial de Sedano (2 ½); Situado sobre ásperas y elevadas montañas y cercado de montes espesos; tiene 14 casas y una iglesia parroquial (el Salvador) servida por un cura y un sacristán. Confina el término con los de Porquera, Cortiguera, Sedano y Nocedo; el terreno de cultivo es de mediana calidad y muy reducido; produce granos y cría mucho ganado cabrío, lanar y vacuno. Población: 7 vecinos, 21 almas. Capital productivo: 109.220 reales. Imponible: 10.359. Contribución: 755 reales 17 maravedíes.
Diccionario geográfico-estadístico-histórico de España y sus posesiones de Ultramar

## Demografía
Evolución de la población
| Gráfica de evolución demográfica de Cubillo del Butrón entre 2000 y 2017 |
|                                                                          |
| Población de derecho (2000-2017) según el padrón municipal del INE       |

## Patrimonio
Hay una iglesia está dedicada a El Salvador.